# 마코르염소
마코르염소 또는 마코르(학명: Capra falconeri)는 남아시아와 중앙아시아의 파키스탄, 인도, 카라코람 산맥, 아프가니스탄 일부 및 히말라야에 서식하는 야생 염소이다. 몸길이가 수컷은 약 165cm, 암컷은 약 140cm, 몸무게는 수컷이 80~110kg, 암컷이 30~50kg으로 수컷이 절대적으로 크다. 야생 염소 종 중 가장 큰 종이다. 뿔은 나선형이고 수컷이 더 뿔이 길며, 큰 것은 1.2m나 된다. 성숙한 수컷은 가슴과 어깨에 긴 털이 있다. 풀과 나뭇잎이 주식이고, 주행성이다. 임신기간은 140~170일 정도이며, 수명은 13년에서 길게는 17년 산다. 뿔을 장식용으로 쓸 목적으로 한 밀렵으로 인해서 개체수는 적은 편이나 분포 지역은 인도 잠무 카슈미르 주부터 아프가니스탄의 고원까지 그렇게 좁지만은 않다. 천적은 눈표범·늑대다.

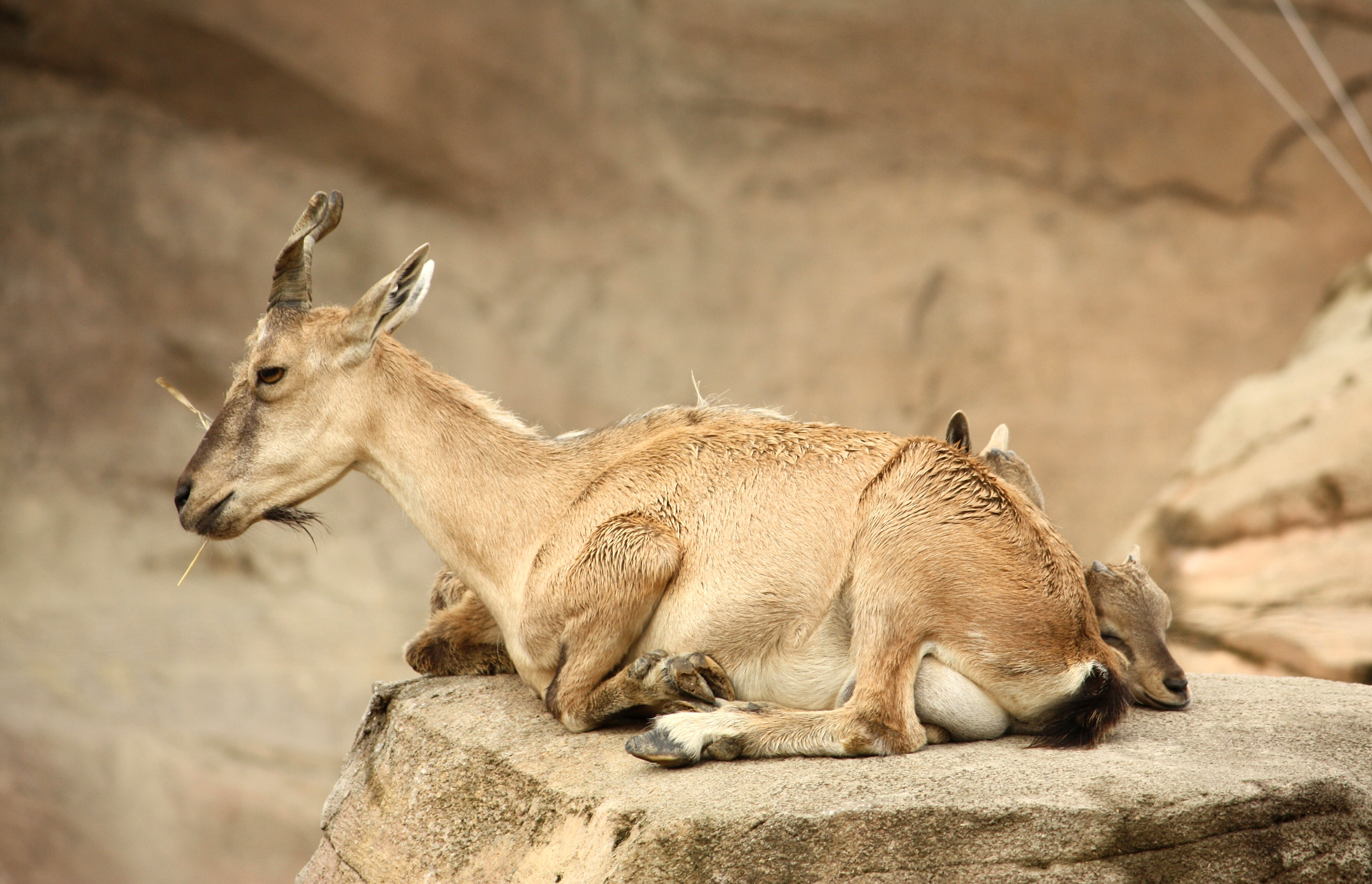
마코르염소의 암컷

## 국내 보유 현황
과거 서울대공원 구 들소사인 토종동물 번식센터 또는 낙타사에 사육되었다.
국내 최후 마코르염소는 애달픈 사연이 있는데 옆 방사장의 히말라야타르가 마코르염소들에게 추파를 던지기 시작했으며 이에 불쾌함을 느낀 그 수컷이 짝과 딸을 공격할까 봐 응징하려고 뿔로 울타리를 들이받다가 뿔이 울타리 사이에 걸려 빠져버렸다. 다행히 치료를 받고 건강한 모습으로 사육장에 돌아갔으나 짝과 딸은 남편이자 아비인 마코르염소를 알아보지 못하고 공격했기에 가족을 위해 뿔을 바친 그 마코르염소는 가족과 뿔 모두 잃고 왕따가 되어 쓸쓸하게 지내야 했다. 그러던 중 같이 지내던 마코르염소들 중 한 마리가 탈출하여 행방불명이 되고 그 외에도 질병, 노령으로 폐사되 가다 그 마코르염소도 비공개 공간에서 2016년에 죽었다.